# Мележа
Мележа — река в России, на протяжении большей части своего течения формирует границу Московской и Владимирской областей.
Исток — примерно в 11 км к юго-востоку от пересечения Ярославского шоссе М8 с Московским большим кольцом А108, впадает (справа) в Шерну у хутора Буяни, в двух километрах от деревни Черново Ногинского района Московской области. Длина реки составляет 39 км, площадь водосборного бассейна — 303 км².
Основным притоками являются Грязевка (слева) и Ширенка (справа).
На правом берегу Мележи в селе Рязанцы расположена Церковь Троицы Живоначальной постройки конца XVIII века.
По данным Государственного водного реестра России, относится к Окскому бассейновому округу. Речной бассейн — Ока, речной подбассейн — бассейны притоков Оки от Мокши до впадения в Волгу, водохозяйственный участок — Клязьма от города Ногинска до города Орехово-Зуево.